# خوسيه رامون فرنانديز (صحفي)
خوسيه رامون فرنانديز (بالإسبانية: José Ramón Fernández Álvarez)‏ هو صحفي مكسيكي، ولد في 6 أبريل 1937 في مدينة بويبلا في المكسيك.

## وصلات خارجية
- خوسيه رامون فرنانديز على موقع IMDb (الإنجليزية)